# Isabella Miller
Isabella Miller (* 1917) ist eine ehemalige kanadische Hochspringerin.
Bei den British Empire Games wurde sie 1934 in London Fünfte und 1938 in Sydney Siebte.
1937 wurde sie Kanadische Meisterin. Ihre persönliche Bestleistung von 1,57 m stellte sie am 7. Juli 1934 in London auf.